# Комочки Биша

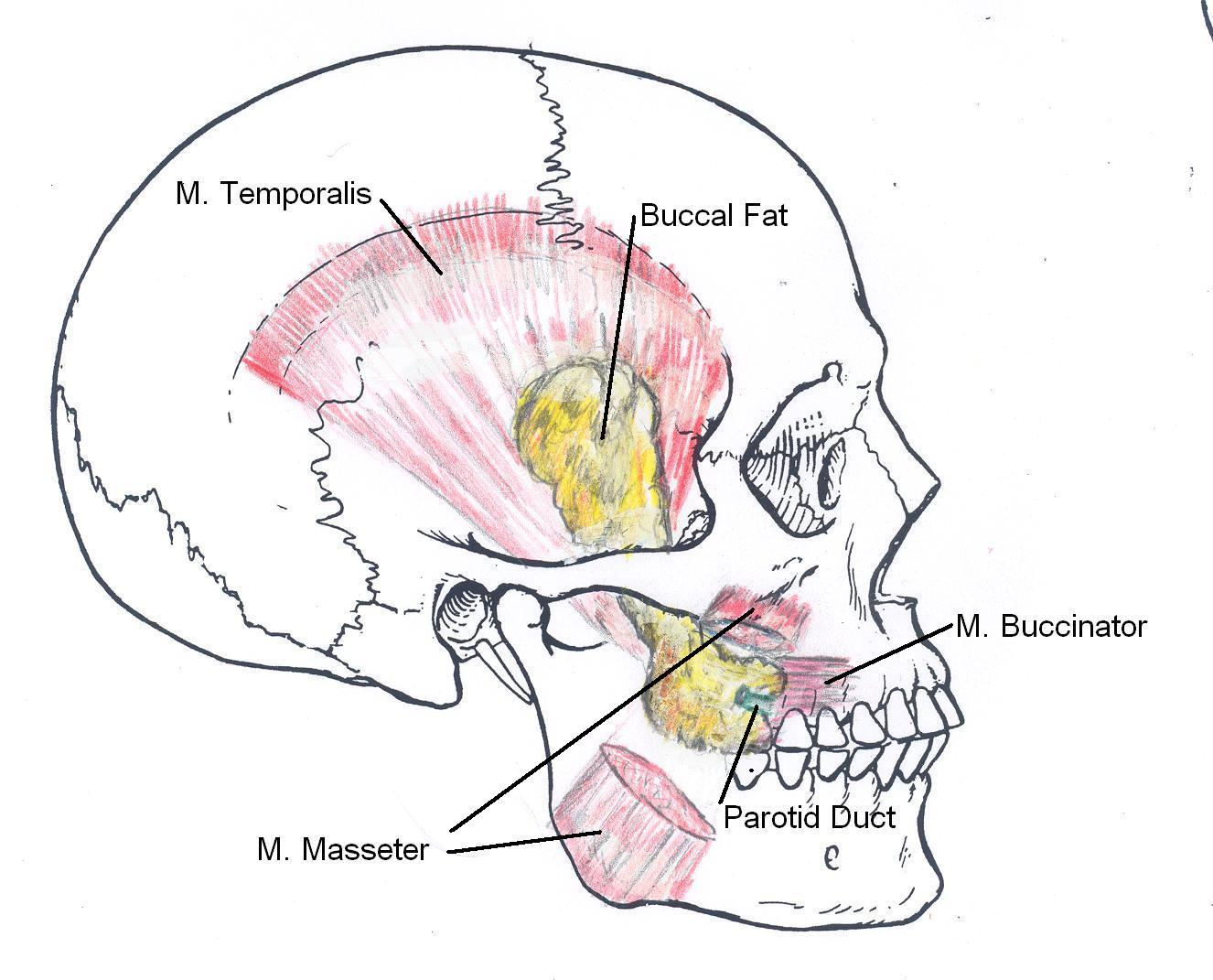
Расположение жирового тела Биша (окрашено жёлтым) относительно костных и мягкотканных анатомических структур лица.

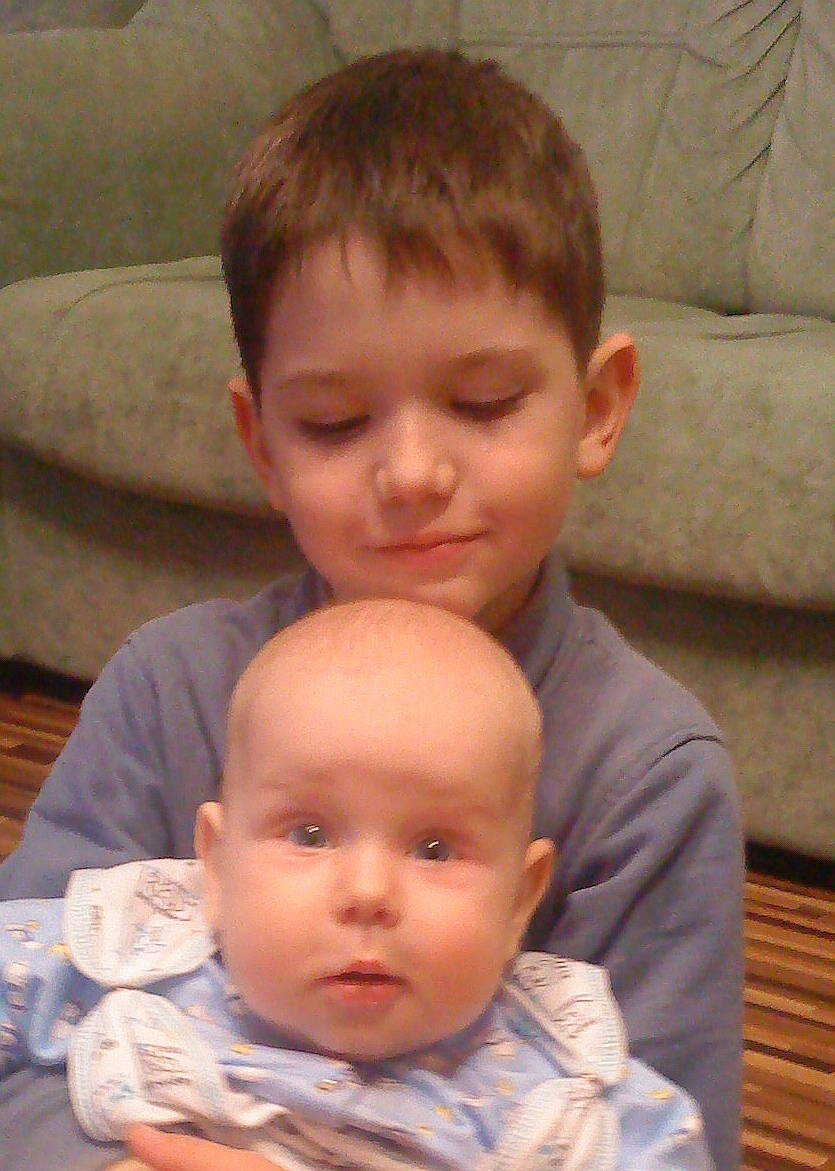
Комочки Биша хорошо заметны на щеках детей разного возраста и различной комплекции.

Комо́чки Биша́ (жировы́е тела́ Биша́) — инкапсулированные жировые образования, располагающиеся между щёчной мышцей и поверхностными мышцами лица (жевательной, большой и малой скуловыми) с каждой стороны. Названы по имени французского анатома и физиолога Мари Франсуа Ксавье Биша.

## Анатомия
У данных образований различают три доли — переднюю, среднюю и заднюю. Передняя доля окружает выводной проток околоушной слюнной железы; средняя доля занимает промежуточное положение между передней и задней, располагаясь над верхней челюстью и значительно редуцируясь по мере взросления ребёнка; задняя доля направляется от подглазничной борозды и височной мышцы к верхнему краю нижней челюсти и, далее, к ветви нижней челюсти.

## Функции
Существует несколько точек зрения о том, какую роль играют комочки Биша. Считается, что данные образования играют важную роль при сосании и жевании, особенно у младенцев. В пользу этой гипотезы говорит то, что комочки подвергаются значительному обратному развитию по мере взросления организма. Также предполагается, что жировые тела обеспечивают скольжение мышц, облегчая акт жевания. Помимо этого, считается, что комочки Биша обеспечивают амортизирующую защитную функцию, защищая чувствительные мышцы лица от травмирования. 